# 吳甲豆
吳甲豆（越南语：／；1853年—？），號三清觀道人（越南语：／），別號事事齋（越南语：／）。越南阮朝官員、歷史學家、文學家。
吳甲豆是河內青威縣左青威總左青威社（今屬河內市青池縣左青威社）人，嗣德六年出生。成泰三年（1891年），吳甲豆考中河南場舉人。後被任命為懷德府教授，維新年間擔任南定省督學。

## 文學
吳甲豆出身吳家文派，著述頗豐。
- 《皇越龍興志》（1904年）：他的曾祖父吳時任和兄弟編纂《皇黎一統志》，事情側重西山扶黎滅鄭，對阮氏事跡記載不多。吳甲豆為了彌補這件事，在成泰十六年（1904年）撰寫了以阮氏反攻西山，中興政權為主線的《皇越龍興志》。[3]
- 《中學越史撮要》（1911年）：維新五年撰成，范文樹審閱並作序，共分春夏秋冬四卷，記載了自涇陽王至成泰年間的越南簡史。[4]
- 《大南國粹》（1908年）：維新二年撰成，收錄了越南方言俗語1800句，分為46目。[5]
- 《現今北圻之地輿史》（1908年）：維新二年撰成，介紹了北圻的地理和歷史。[6]
- 《中學越史編年撮要》（1911年）：維新五年撰成，杜文心潤正。[7]
- 《冊孟學堛高中學教科》（1913年）：《孟子》喃文譯本，維新七年撰成。[8]